# Castellina Marittima
Castellina Marittima är en ort och kommun i provinsen Pisa i regionen Toscana i Italien. Kommunen hade 1 940 invånare (2018).